# 查允元
查允元（1560年—？），字仁卿，號虞臯，浙江杭州府海寧縣人，民籍，明朝政治人物。

## 生平
萬曆四年（1576年）丙子科十二名舉人，萬曆十一年（1583年）癸未科会试二百名，萬曆十四年（1586年）補丙戌科殿試，中式二甲第四名進士，礼部观政，任禮部主客司主事，十七年丁憂，二十年復除原职，二十一年升主客司员外郎。
萬曆二十一年（1593年）十月升江西提学佥事，二十五年升本省参议，三十五年晉本省副使，三十六年十一月升本省右参政兼佥事。建文忠臣练子宁八世孙练绮，自福建长乐回原籍，允元访得之，给予衣巾，复给学租百石，令奉祀金川书院。年未五十，以疾乞休。

## 墓葬
在大慈山。

## 家族
曾祖查繪，誥贈大理寺左少卿；祖父查秉彝，戊戌進士，順天府府尹加贈通議大夫；父查志立，丙辰進士，河南布政使司左參政。母姚氏（封宜人）。具庆下。弟查允升。